# Дубровка (Новодеревеньковский район)
Дубровка — деревня в Новодеревеньковском районе Орловской области.
Входит в состав муниципального образования Судбищенское сельское поселение.

## География
Расположена северо-восточнее деревни Новолутовиново, с которой соединена просёлочной дорогой. Севернее Дубровки расположена деревня Котовка.

## История
7 мая 2016 года в преддверии празднования 71-й годовщины Великой Победы в Дубровке торжественно открыли мемориальные плиты в память о земляках, отдавших жизни за свободу и независимость Родины в войне с фашизмом.

## Население
| 1857 | 1915 | 2002 | 2010 |
| ---- | ---- | ---- | ---- |
| 163  | ↗200 | ↗243 | ↘166 |